# Ditomyia klimovae
Ditomyia klimovae är en tvåvingeart som beskrevs av Zaitzev och Menzel 1996. Ditomyia klimovae ingår i släktet Ditomyia och familjen hårvingsmyggor. Inga underarter finns listade i Catalogue of Life.